# Ma Rainey
Ma Rainey, pseudonimo di Gertrude Rainey (nata Gertrude Pridgett; Columbus, 26 aprile 1886 – Columbus, 22 dicembre 1939), è stata una cantante statunitense.
Fu una delle prime cantanti blues di professione che hanno anche registrato dei dischi ed ha avuto un'importante influenza su altre donne che in seguito si sono dedicate a questo genere di musica, tra le tante Bessie Smith.

## Biografia
Nata nel 1886 a Columbus, in Georgia, all'età di quattordici anni si unì ad un gruppo teatrale itinerante di vaudeville. Dopo aver ascoltato una canzone triste su un uomo che lasciava una donna cantata da una ragazza a St. Louis nel Missouri, decise d'impararne le parole e l'aggiunse al proprio repertorio. Secondo quanto da lei stessa in seguito dichiarato, quando le chiesero che genere di musica stesse suonando, coniò il termine Blues.
Nel 1904 si sposò con il cantante William "Pa" Rainey, e da quel punto iniziò a farsi chiamare "Ma" Rainey. La coppia cominciò ad andare in tournée con il gruppo Rabbit Foot Minstrels cantando un miscuglio di blues e canzoni popolari. Nel 1912 anche Bessie Smith entrò a far parte di questo gruppo, e ci rimase fino al 1915.
Il primo disco risale al 1923. Rainey firmò per l'etichetta Paramount Records e tra il 1923 ed il 1928 registrò più di 100 brani, tra i quali i classici C.C. Rider, Jelly Bean Blues, Ma Rainey's Black Bottom.
Durante gli anni trenta la sua carriera iniziò a declinare e nel 1933 (secondo alcune fonti nel 1935) decise di ritirarsi dalle scene. Morì nel 1939 nella sua città natale per un attacco cardiaco.

## Riconoscimenti
Nel 1983 è stata aggiunta alla Blues Foundation's Hall Of Fame e nel 1990 alla Rock and Roll Hall of Fame.
La sua vita viene raccontata nel dramma di August Wilson Ma Rainey's Black Bottom, successivamente trasposto nell'omonimo film di Netflix del 2020.
A Ma Rainey è stato intitolato il cratere Rainey, situato sulla superficie di Mercurio.

## Discografia
- 1923-28 - Mother Of The Blues (5xCD) (JSP, 2007)
- 1923-24 - Complete Recorded Works In Chronological Order Vol.1 (Document Recs, 1997)
- 1924-25 - Complete Recorded Works In Chronological Order Vol.2 (Document Recs, 1997)
- 1925-26 - Complete Recorded Works In Chronological Order Vol.3 (Document Recs, 1997)
- 1926-27 - Complete Recorded Works In Chronological Order Vol.4 (Document Recs, 1997)
- 1928-00 - Complete 1928 Sessions Chronological Order Vol.4 (Document Recs, 1993)